# 敖國珠
敖國珠（1969年6月17日—），滿族，鄂济氏，先世隶满洲正黄旗，臺灣資深新聞媒體從業人員，武陵高中，中國文化大學中文系、輔修新聞系，國立臺灣師範大學圖文傳播研究所畢業，曾任多家新聞頻道主播。前為鏡電視新聞部顧問、曾擔任鏡電視新聞台《午間新聞》主播，現任國立臺灣戲曲學院副教授兼副校長。

## 民族
- 滿族正黃旗鄂濟氏後裔

## 學歷
- 武陵高中
- 中國文化大學中文系、輔修新聞系
- 國立臺灣師範大學圖文傳播研究所

## 經歷
- 自立早報文字記者
- 華人衛星電視傳播機構新聞部生活組組長、華衛新聞台主播
- 東森超視新聞部文字記者、主播
- 民視新聞台主播、製作人、主持人
- 三立新聞台主播、製作人、主持人
- 三立iNEWS總編輯、主播、製作人、主持人
- 中天新聞台主持人、製作人、主播
- 好房網TV《格格道家》主持人
- 鏡電視新聞台新聞部顧問、《午間新聞》主播。
- 國立臺灣戲曲學院 副教授兼副校長（2023/09 ~ 迄今）。

## 曾主持過的節目
| 時間                       | 頻道                   | 節目                                                             | 備註       |
| 1995年8月~1997年2月        | 超視                   | 《超視晨間新聞》                                                 |            |
|                            | 超視                   | 《超視午間新聞》                                                 |            |
|                            | 超視                   | 《超視十點新聞》                                                 |            |
| 1997年5月~2000年2月        | 民視（無線台、新聞台） | 《民視異言堂》                                                   |            |
| 1997年5月~2000年2月        | 民視新聞台             | 《民視晚間新聞》                                                 |            |
|                            | 民視新聞台             | 《民視午間新聞》                                                 |            |
|                            | 民視新聞台             | 《民視整點新聞》                                                 |            |
| 2000年3月~2011年4月        | 三立新聞台             | 《三立整點新聞》                                                 |            |
| 2000年5月~2005年6月        | 三立台灣台             | 《三立晚間新聞》                                                 |            |
| 2004年10月~2009年5月       | 三立新聞台             | 《穿透台灣政局大解碼》（後改名為《新台灣論壇》、《新台灣加油》） |            |
| 2011年5月~2012年6月        | 三立財經台             | 《1800財經新聞網》                                               |            |
|                            | 三立財經台             | 《1900財經大頭條》                                               |            |
|                            | 三立財經台             | 《三立名人堂》                                                   |            |
|                            | 三立財經台             | 《i-Life》                                                       |            |
| 2012年9月3日~2015年4月17日 | 中天新聞台             | 《台灣顧問團》                                                   | 兼任製作人 |
| 2015年4月20日~2017年2月5日 | 中天新聞台             | 《1500中天新聞》                                                 |            |
|                            | 中天新聞台             | 《1600中天新聞》                                                 |            |
| 2017年7月28日~至今         | 好房網TV               | 《格格道家》                                                     |            |
| 2022年2月9日~3月28日       | 鏡電視新聞台           | 《鏡電視午間新聞》                                               | 資深主播   |

## 著作
| 書名             | 出版社   | 年份              | ISBN            |
| 《熬好湯真簡單》 | 台視文化 | 2001年6月15日出版 | ISBN 9575654439 |

## 其他
1991年6月第26屆文化大學華岡青年。
1999年1月申請加入「中華民國滿族協會」成為會員。
2003年9月第一屆文化大學創意傑出校友 。

## 外部連結
- 敖國珠的Facebook專頁